# Unidirectional Link Detection
Unidirectional Link Detection (UDLD) est un protocole de la couche liaison de données de Cisco Systems pour suivre l'état de la configuration physique des câbles et détecter une communication unidirectionnelle. UDLD est un complément du Spanning Tree Protocol. Il a été décrit dans la RFC 5171 et d'autres constructeurs l'ont implémenté, comme HPE.